# Comerciantes Unidos
Comerciantes Unidos ist ein peruanischer Fußballverein aus Cutervo in der Region Cajamarca. Er wird auch Las Águilas Cutervinas oder La Fiorentina de Cutervo genannt.

## Geschichte
Comerciantes Unidos wurde 2001 von Abdias Cieza Tapia, Juan Tarrillo Castro und Jorge Salas Toro als Los Comerciantes gegründet, formell dauerte die Gründung aber ein Jahr. Noch im selben Jahr stiegen sie in die lokale Bezirksliga auf. 2002 wurde der Verein offiziell eingetragen und in Club Social Deportivo y Cultural Comerciantes Unidos umbenannt. 2008 erreichte er erstmals die nationale Phase der Copa Perú.
2010 wurden der Klub eingeladen, in der Liga Superior de Cajamarca zu spielen, die die besten Teams der Region Cajamarca vereint. Im selben Jahr erreichte er die nationale Phase der Copa Perú. 2013 schafften es die Águilas Cutervinas wieder in die nationale Phase und erhielten im Folgejahr das Recht auf einen Startplatz in der Segunda División.
Die erste Saison in der Segunda División spielte Comerciantes Unidos in der benachbarten Provinz Santa Cruz, da das Heimstadion umgebaut wurde. Der Verein aus Cutervo beendete die Saison auf Platz 14, nur fünf Punkte von einem Abstieg entfernt. In der Saison 2015 wurde Carlos Cortijo, der die Segunda División im Vorjahr gewonnen hatte, als neuer Trainer verpflichtet. Comerciantes Unidos konnte seine Heimspiele wieder im Estadio Juan Maldonado Gamarra austragen und gewann den Meistertitel am 25. Oktober 2015 nach einem 1:0-Heimsieg gegen Sport Boys.
In der Saison 2016 debütierte Comerciantes Unidos im Torneo Descentralizado der Liga 1 und belegte den sechsten Platz, was dem Klub die erstmalige internationale Teilnahme einbrachte. Bei der Copa Sudamericana 2017 scheiterte der peruanische Verein in der ersten Runde an Uruguays Vertreter Boston River. 2018 stieg der Klub aus der Liga 1 ab. 2023 kehrte Comerciantes Unidos nach dem Gewinn der Liga 2, ihrem zweiten Titel in der Segunda División, in die Liga 1 zurück.

## Erfolge
- Peruanischer Zweitliga-Meister: 2015, 2023

## Stadion
Comerciantes Unidos trägt seine Heimspiele im Estadio Juan Maldonado Gamarra, das eine Kapazität von 8000 Plätzen hat, aus. Das 2014 wiedereröffnete Stadion wird seit April 2024 renoviert.